# (132824) Galamb
(132824) Galamb est un astéroïde de la ceinture principale.

## Description
(132824) Galamb est un astéroïde de la ceinture principale. Il fut découvert le 17 août 2002 par Krisztián Sárneczky sur des images NEAT prises à Palomar. Il présente une orbite caractérisée par un demi-grand axe de 2,89 UA, une excentricité de 0,08 et une inclinaison de 3,1° par rapport à l'écliptique.

## Compléments